# Нур ад Дін
Нур ад Ді́н (1116, Мосул — 15 травня 1174, Дамаск) — емір Халеба (Алеппо) та Дамаска з династії Зангідів. Був другим сином Імад ад Діна, від якого й успадкував престол. Нур ад Дін відомий в історії своїми війнами з хрестоносцями.
Він ознаменував своє правління запровадженням сунітського ісламу на землях Леванту та Єгипту.

## Походження та початок правління

### Рід Зангі на початку правління
Рід Зангі належав до сельджуків. Дід Нур ад Діна Ак-Сункар аль-Хаджиб був військовим в армії Мелік-шаха І. Згодом Ак-Сункар аль-Хаджиб у 1087 році був призначений атабеком Халеба за військові заслуги перед шахом. Але після смерті Мелік-шаха І стався бій між Татушем I та Ак-Сункаром аль-Хаджибом, у якому останнього було взято в полон та вбито. Його наступником став Імад ад Дін, якому було 10 років на момент вбивства батька. За хоробрість та військові здобутки Імад ад Дін отримав від сельджуцького султана Мухаммеда I у 1127 році статус еміра Мосула. За своє правління він розширив свої землі, але був убитий слугою під час сну.

### Про Нур ад Діна
Нур ад Дін Махмуд Зангі народився на світанку в неділю у місяць шавваль, та був другим сином Імада ад Діна після Сайф ад Діна. Історичні джерела нічого не повідомляють про народження Нур ад Діна та його юність. Відомо лише, що він ріс під опікою батька й став командувачем під його ж керівництвом. Одружився Нур ад Дін в 1146 році з Ісмат ад Дін Хатун, яка була дочкою Муін ад Діна — правителя Дамаска. Згодом, він став батьком двох синів та однієї дочки. Але молодший син помер ще в маленькому віці, тож наступником став старший — Ас-Саліх Ісмаїл.

### Емір Халеба
Після вбивства Зангі його держава розпалася на дві частини: мосульці оголосили своїм еміром старшого сина небіжчика Газі, а халебці присягнули молодшому — Нур ад Дінові. Проте брати не пішли війною один на одного. Кожен займався своїми справами. Для Нур ад Діна війна з християнами стала головною справою його життя.
Майже відразу після того, як він почав своє правління, Нур ад Дін напав на князівство Антіхотії, захопивши кілька замків на півночі Сирії. З метою посилення «мусульманського» фронту проти хрестоносців, Нір ад Дін у 1146 році підписав двосторонній договір із Муіном ад Діном; в рамках цієї угоди, він одружився з дочкою Муін ад Діна. Дует Муін ад Дін та Нур ад Дін зміг осадити місто Босра, а вже в 1148 році, коли хрестоносці Другого хрестового походу прибули до Сирії. Об'єднані війська змогли задати поразки хрестоносцям. У наступних потім боях із хрестоносцями Нур ад Дін здобув ряд значних перемог.

## Об'єднання та розширення земель
Нур ад Дін скористався провалом хрестоносців та у 1149 році почав наступ на території, де панував замок Харіма. У 1150 році він завоював залишки графство Едеського та взяв Афамію. Слід за тим виконав мрію померлого батька — приєднав Дамаск до своїх володінь. У 1154 році помер емір Дамаска Муін ад Дін і Нур ад Дін став правити цим містом. Таким чином, Нур ад Дін став єдиним лідером Сирії і після цього часу цілеспрямовано прагнув об'єднати під своєю владою мусульманський Близький Схід. Нур ад Діну по праву належать великі заслуги в боротьбі з хрестоносцями. Оцінивши сили лицарів у чесному, правильному бою, він старався якомога менше вступати у великі битви. Так емір постійно тримав хрестоносців у напрузі, тим самим послаблюючи ворога з кожним днем. Проте на це пішло багато зусиль, оточити ворога своїми володіннями. У 1158 році хрестоносці завдали Нур ад Діну поразку біля Тиверіадського озера. Тоді він змушений був укласти мирний договір з ними і єрусалимським королем Балдуїном III.

## Панування в Єгипті
У Єгипті в той період правив халіф аль-Адід з династії Фатімідів, проте реальна влада з кінця XI століття концентрувалася в руках візирів халіфа. Візир Шавер — був переможений своїм суперником Діргамом і втік до Дамаска, де просив допомоги в Нур ад Діна. Він послав до Єгипту військо на чолі з Асад ад Діном і Шавер знову став візіром. 1163 року Нур ад Дін зазнав поразки від хрестоносців на чолі з єрусалимським королем Аморі І у битві. У наступному 1164 році Шавер змовився з королем Аморі I проти Нур ад Діна. Хрестоносці змогли вигнати війська Асад ад Діна з Єгипту до Сирії, взявши в облогу Більбейс. Але ні Нур ад Дін, ні Асад ад Дін не збиралися здаватися. У 1166 році Нур ад Дін послав Асад ад Діна в Єгипет і Аморі І пішов за ним, ставши табором поблизу Каїра. Шавар знову вступив у союз із хрестоносцями. Асад ад Дін розташувався на протилежному боці Нілу.

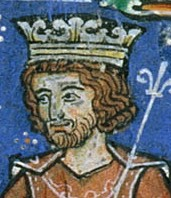
Аморі І

Після нерішучої битви Аморі І відступив до Каїра, а Асад ад Дін вирушив на північ, щоб захопити Александрію. Хрестоносці, спираючись на пізанський флот, взяли в облогу війська Асад ад Діна в Александрії. За результатами мирних переговорів Александрія була передана Аморі І, проте він не міг залишатися в місті й повернувся в Єрусалим, отримавши данину. Тож спроба Асад ад Діна захопити Александрію 1167 року провалилася: об'єднані війська фатимідів та Аморі I не можна було здолати. Але в наступному році хрестоносці взялися грабувати свого багатого союзника і халіф аль-Адід попросив у листі в Нур ад Діна захистити мусульман Єгипту. У 1169 році Асад ад Дін взяв Єгипет, стратив Шавера і прийняв титул великого візира. Так держави хрестоносців виявилися в кільці володінь Нур ад Діна Махмуда ібн Зангі та не могли більше грати на суперечностях мусульман.
У 1169 році Ширкух помер, і цією країною став правити його небіж Салах ад Дін.

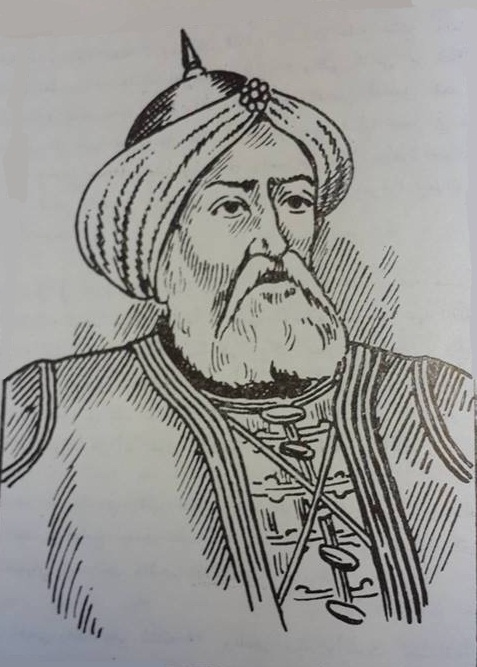
Салах ед Дін

У 1171 році він скинув останнього фатимідського султана й фактично зайняв його місце, тим самим поклав початок династії Айюбідів. Цей успіх кардинально змінив ситуацію на Близькому сході і став страшним ударом для хрестоносців. Опісля хрестоносці більше не змогли відновити своє міцне господарювання у Святій Землі.

## Смерть Нур ад Діна та його наступники
Нур ад Діна турбувало посилення влади Салах ад Діна, який оголосив себе в 1171 році султаном і, за деякими чутками, був причетний до смерті халіфа аль-Адіда. Емір став готуватися до збройного зіткнення зі своїм васалом, але на початку 1174 року помер від перитонзилярного абсцесу у віці 59 років у цитаделі Дамаска. Згодом він був перехований у Нур ад Дін Мадраса, де покоїться донині.

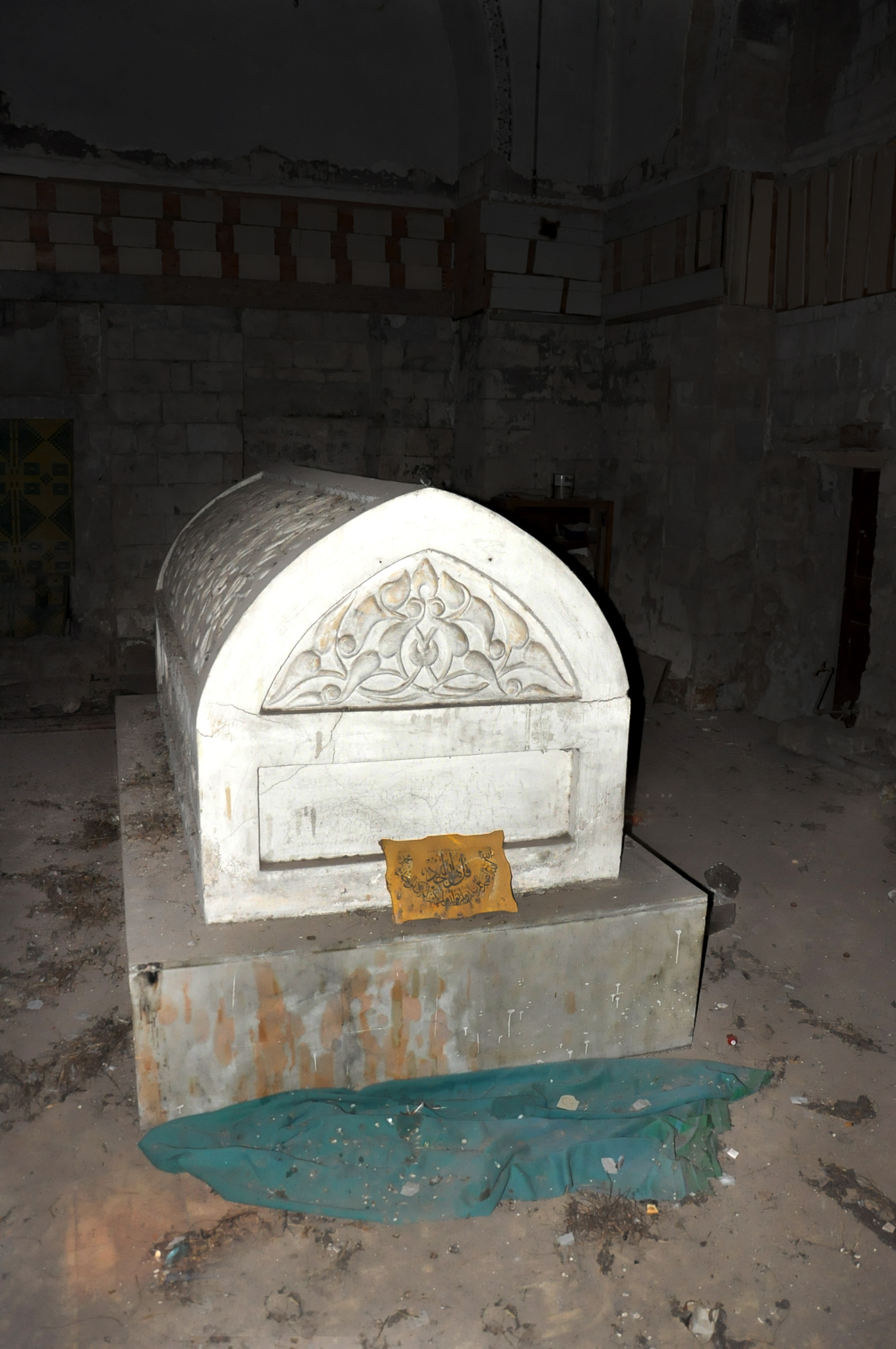
Гробниця Нур ед Діна

Молодший син Ас-Саліх Ісмаїл став законним спадкоємцем, і Салах ад Дін оголосив себе його васалом, хоча він дійсно планував об'єднати Сирію і Єгипет під його власним ім'ям. Він одружився з удовою Нур ад Діна, уразив інших претендентів на престол і взяв владу в Сирії в 1185 році, нарешті, виконавши заповітну мрію Нур ад Діна.

## Нур ад Дін та Салах ад Дін
За думкою Ісаака Фільштинського, розрив між Нур ад Діном та Салах ад Діном стався саме в той момент, коли останній отримав права на правління в Єгипті.  Хоча це дві різні людини з абсолютно несхожими один на одного характерами, але в історії вони доповнили один одного. Адже саме Нур ад Дін перетворив мусульманський світ у силу, здатну перемогти хрестоносців, а його політичний спадкоємець Салах ад Дін став тим, хто зірвав плоди перемоги.